# 7 Dywizjon Artylerii Pancernej

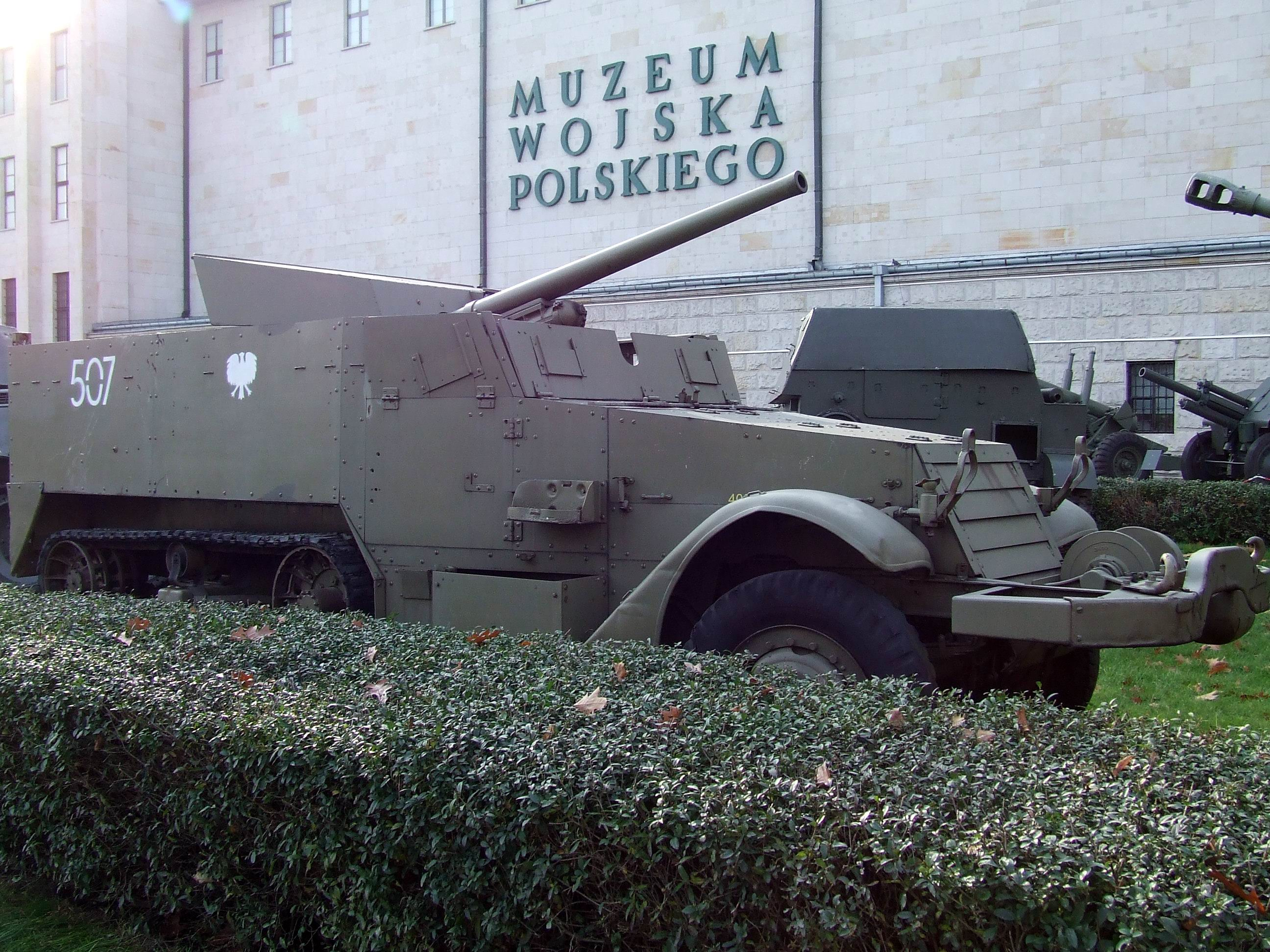
57 mm działo pancerne SU-57

7 Dywizjon Artylerii Pancernej – samodzielny pododdział broni pancernej ludowego Wojska Polskiego

## Formowanie i zmiany organizacyjne
Sformowany w Chopniowie pod Łuckiem na mocy rozkazu dowódcy Armii Polskiej w ZSRR nr 074 z 7 kwietnia 1944 według etatu nr 04/504 (bez kompanii rusznic przeciwpancernych).
Zarządzeniem szefa sztabu Armii Polskiej w ZSRR nr 0164 z 28 lipca 1944 dywizjon przeformowano według etatu nr 04/568.
Do sformowania dywizjonu wykorzystano 4 kompanię dział SU-57 z 1 batalionu rozpoznawczego.

## Dowódcy dywizjonu
Okresu wojny:
- mjr Jerzy Ponomarow (7 czerwca - 29 września 1944 r.)
- mjr Leonard Krawczenko (29 września 1944 r. do końca wojny)

## Działania bojowe
Do 7 czerwca 1944 dywizjon podlegał dowódcy Armii Polskiej w ZSRR, a następnie dowódcy 1 Armii Wojska Polskiego. Początkowo nosił nazwę: 7 Samodzielny Dyon Artylerii Samochodowej SU-57.
W okresie 16 czerwca – 8 sierpnia 1944 roku dywizjon dokonał przemarszu do Osuchowa, gdzie otrzymał zadanie specjalne ochrony sztabu 1 Armii WP (16 września ochraniał sztab podczas jego przegrupowania do Zielonej pod Warszawą). 26 października na mocy rozkazu Naczelnego Dowódcy WP przeszedł do dyspozycji 1 Dywizji Piechoty i przemaszerował do Białołęki Dworskiej zajmując tam stanowiska ogniowe w styczności z nieprzyjacielem. Następnie przesunięto go w rejon Jabłonna, Legionowo gdzie do 17 listopada pozostawał na stanowiskach obronnych. Odkomenderowany ponownie do ochrony sztabu 1 Armii WP zakwaterował w Starej Miłośnie.
W związku z przełamaniem obrony niemieckiej na Pilicy 14 stycznia 1945 r. dywizjon przeszedł do Bydgoszczy, gdzie został podporządkowany dowódcy 1 Samodzielnej Brygady Kawalerii i w jej składzie wykonał marsz rozpoznawczy do Koronowa i w kierunku Złotowa.
Następnie wyruszył do m. Szwecja i 14 lutego opanował wieś Tarnówka. 19 lutego wraz z 1 batalionem rozpoznawczym zajął stanowiska obronne w Koronowie. 4 marca wymaszerował do Mirosławca, a następnie do Sławoborza, które utrzymywał do 11 marca. Po zajęciu stanowisk obronnych w Zagórzu pozostał tam do chwili wymarszu nad Odrę, gdzie zajął stanowiska na północnym skraju lasu Stare Łysogórki przygotowując się do forsowania rzeki. Po sforsowaniu Odry 18 kwietnia dywizjon wykonał przemarsz do m. Brunow, a 24 kwietnia obsadził stanowiska obronne w rejonie Börnicke. Po dokonaniu kilku marszów zwiadowczych i zajęciu stanowisk obronnych, 2 maja przeszedł w kierunku Łaby i w m. Esslack zajął obronę. 6 maja rozpoczął marsz w kierunku wschodnim, podczas którego zastał go koniec wojny.
Po powrocie do kraju na mocy rozkazu Naczelnego Dowódcy WP nr 246/org z 13 listopada 1945 roku został rozformowany.
Po rozformowaniu dywizjonu pozostałe sprawne działa samobieżne Su-57 zostały przejęte przez Korpus Bezpieczeństwa Wewnętrznego.

## Skład etatowy
Dowództwo
- pluton dowodzenia,
- 3 baterie dział samobieżnych
  - 4 działony

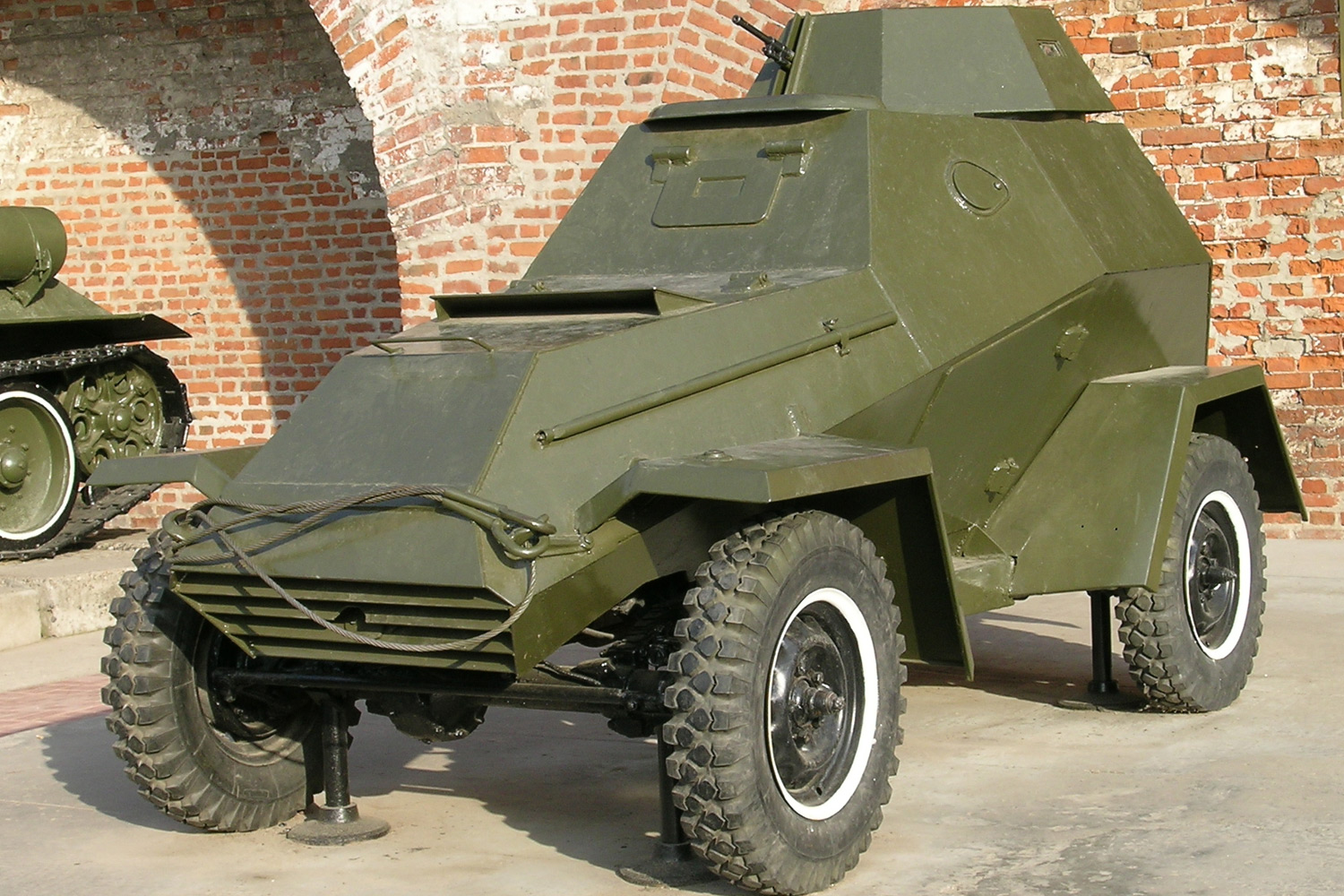
Samochód pancerny dowództwa BA-64

- drużyny: zaopatrzenia bojowego, remontowa, gospodarcza, punkt sanitarny

Razem:
żołnierzy – 165 (oficerów – 51, podoficerów – 73, kanonierów – 41)
sprzęt:
- działa samobieżne SU-57 – 13
- samochód pancerny BA-64 – 1
- samochody – 19
- motocykle – 4

## Kamuflaż i oznakowanie wozów
Wozy bojowe malowano farbą olejną koloru ciemnozielonego. Poszczególne pojazdy mogły różnić się odcieniem, a nawet i kolorem.
Jeśli okoliczności tego wymagały, malowano pojazdy w nieregularne plamy różnej wielkości i kształtu. Obok podstawowego koloru wykorzystywano brąz, czerń lub piaskowy. Taki sposób malowania stosowano jednak sporadycznie.
Zimą wozy bojowe malowano na biało, tzw. bielidłem. Biel nakładano bezpośrednio na ochronną farbę zieloną, przy czym pokrywano nią albo cały pojazd, albo też tylko część jego powierzchni, tworząc nieregularne plamy deformujące kształt. Zamiast farby mogło być używane wapno.
Na wieży malowano orła. Stylizowany, aczkolwiek znacznie uproszczony kształt orła wzorowany był na orle piastowskim. Wysokość orła wahała się od 20 do 40 cm.
Oznakowanie taktyczne
Numery taktyczne dywizjonu:

11 dział SU-57 o numerach od 501 do 511. Numery prawdopodobnie aktualne do końca wojny.